# グルテンミート

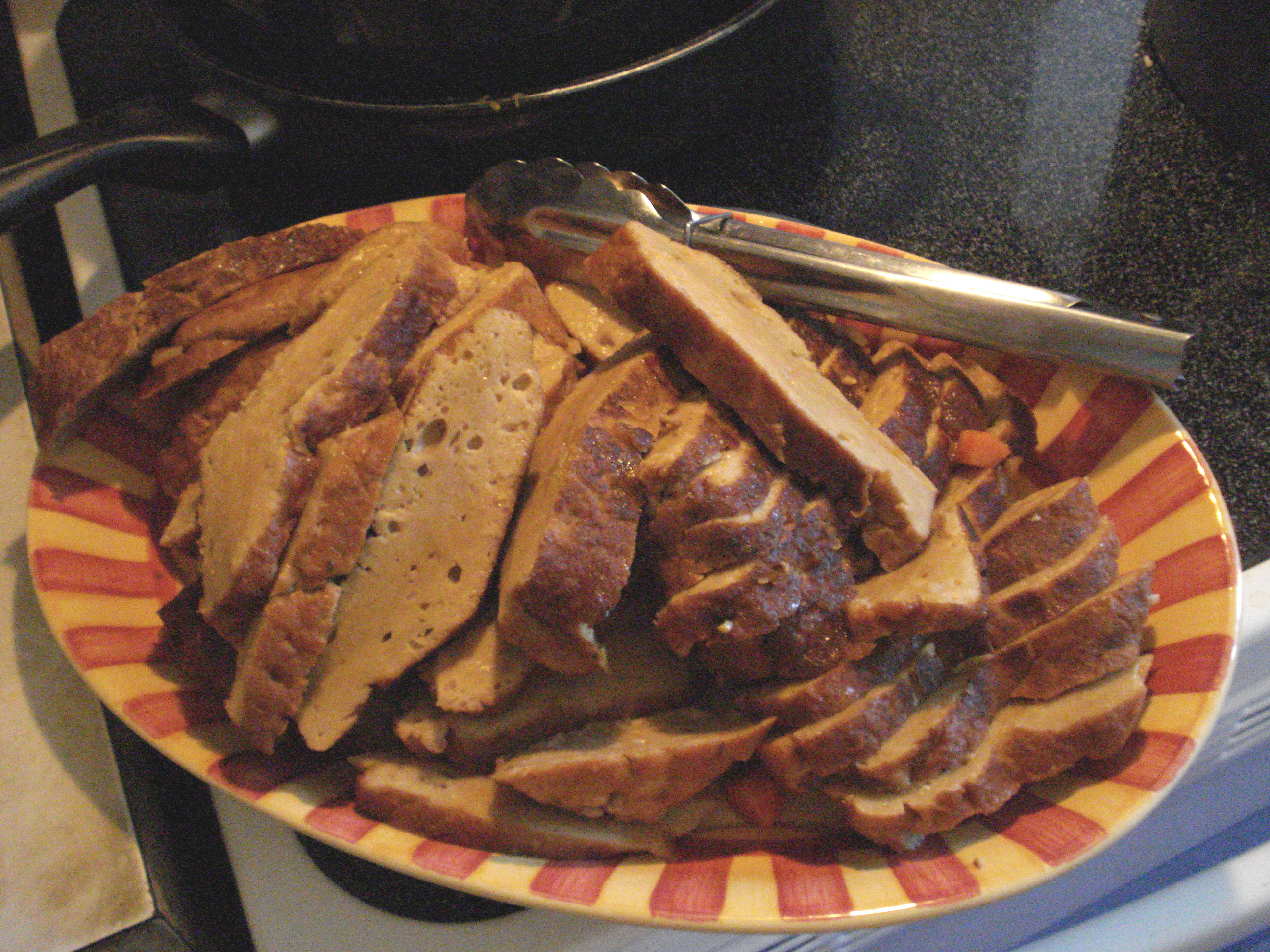
セイタン

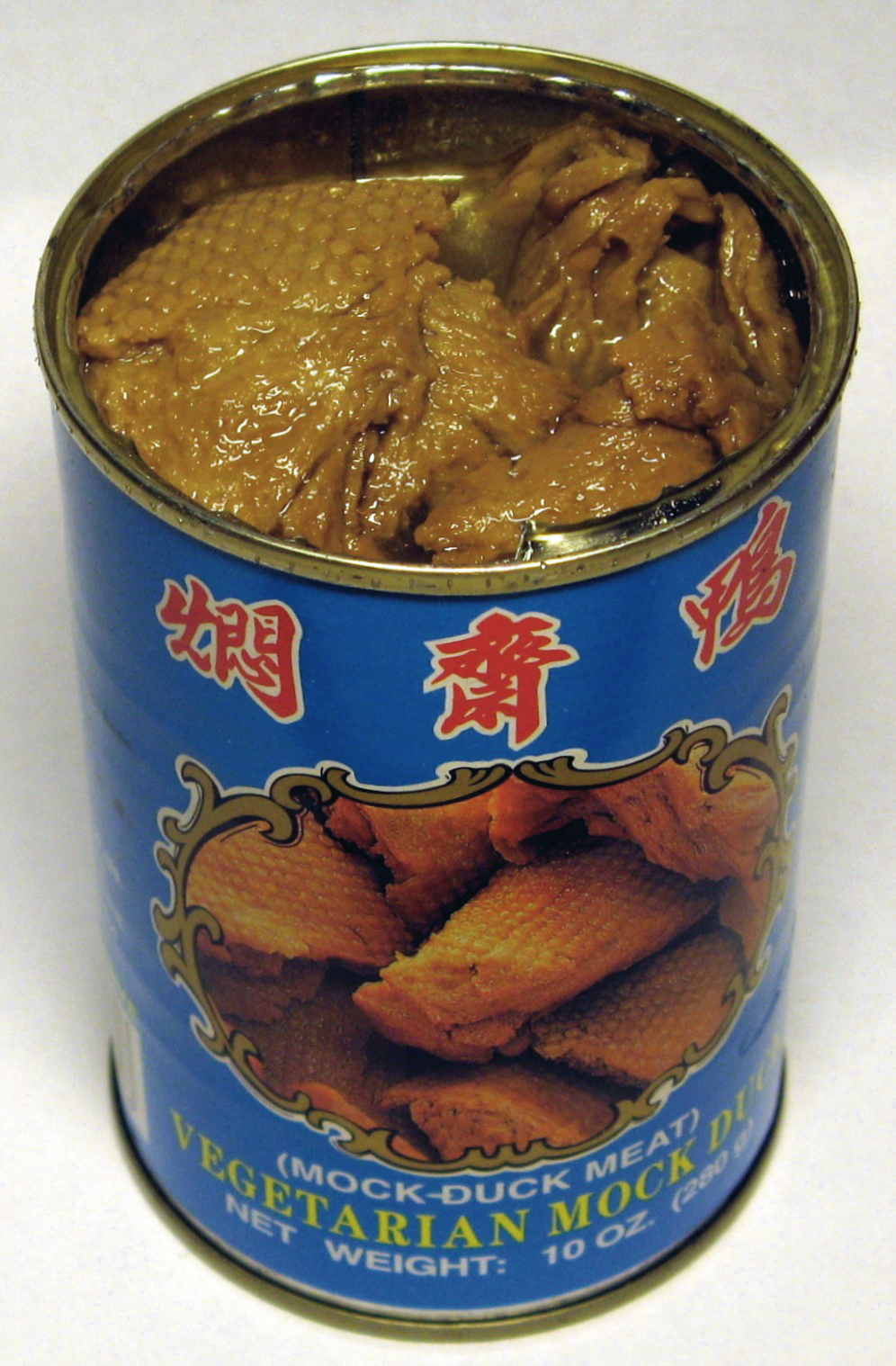
台湾製 揚げグルテンの缶詰
製品名を和訳すると、「 菜食主義者の鴨肉もどき」となる

グルテンミート（英: gluten meat）とは、グルテンを主原料とした加工食品である。日本国外ではセイタン（seitan）という呼び名の方が一般的である。グルテンは、水で練った小麦粉に含まれるタンパク質の一種。

## 概要
小麦粉に水と少量の塩を加えて捏ね、寝かせたあと水洗いして余分なデンプン粉を流し落とすと、残ったゴム状のグルテンの塊が得られる。これを適当な大きさにちぎり、醤油・各種ソース等の煮汁で下味をつけたものがセイタンである。下味をつけたセイタンは、さらに様々な調理に用いられる。
セイタンは主として、菜食主義やマクロビオティックのような穀菜主義、あるいはアレルギーやカロリー制限による食事療法において、肉の代用品に利用される。

## 歴史

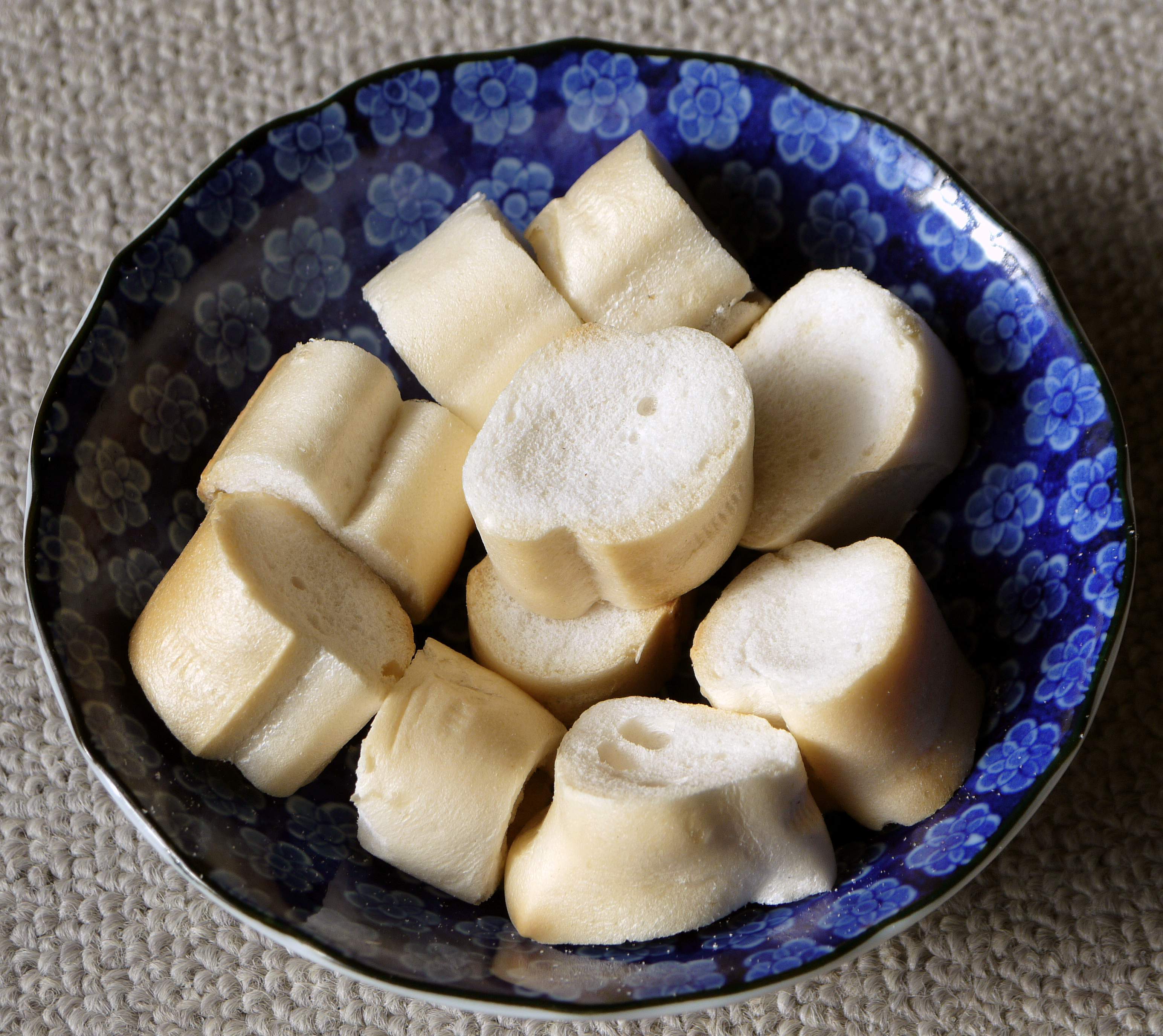
小麦グルテンを利用した伝統食の焼き麩

小麦グルテンを利用した食品は古くから各地にあり、日本の麩もその一つだが、今日セイタンと呼ばれている代用肉の形式は、1960年代にマクロビオティックの創始者である桜沢如一によって広められた。マクロビオティックは独自の陰陽思想に基づく長寿健康法として菜食や雑穀食を旨としており、動物性蛋白の摂取は避けるべきものとされる。そこで、植物性蛋白の供給源として、また、料理のバリエーションとして、セイタンは重宝されている。

## 語源
セイタンはもともと桜沢如一が命名した日本語由来の名称だが、当時国内ではあまり普及しないまま欧米で発展して後に逆輸入されたため、「正蛋」「生蛋」「製蛋」など表記は諸説あって判然とせず、通常カタカナ書きされる。
また、そうした耳慣れない語感と外国語のようなカタカナ表記による字義の解りづらさから、どういう食品を指しているのか一般には想像しにくいこともあり、かえって「グルテンミート」等の和製英語もしばしば使用される。

## 料理法
代表的な調理法に、衣を付けてカツ・フライにする、浸け汁をからめて唐揚げにする、酢豚や和風の煮物で他の具材と一緒に入れる、小さい粒状にして挽肉の代わりにハンバーグ・ミートソース・そぼろ・麻婆豆腐・ドライカレーに用いる、などがある。なお、小片あるいは小粒状のセイタンは、自分で小麦粉から作る以外にも、缶詰等で市販もされている。